# Bohdan Pawłowicz Sapieha
Bohdan Pawłowicz Sapieha (zm. 1593) – wojewoda miński od 1588, kasztelan brzeski, podkomorzy bielski, starosta homelski.

## Życiorys
Był synem Pawła, bratem Mikołaja i bratem przyrodnim Andrzeja. Był ojcem Mikołaja i Pawła Stefana.
W latach 1565 i 1567 uczestniczył w wyprawach wojennych, wystawiając każdorazowo własnym sumptem kilkunastu żołnierzy. W 1566 roku mianowany podkomorzym bielskim, a w 1572 – starostą homelskim. Ze względu na położenie Homla na granicy moskiewskiej, był zobowiązany do utrzymywania stałego oddziału obronnego w zamian za zwolnienie z obciążeń na rzecz skarbu państwowego.
W 1579 odziedziczył Boćki, w których w 1580 roku przyjął króla Stefana Batorego. W latach 1581–1582 przeprowadzał rewizję puszcz litewskich. 20 kwietnia 1585 otrzymał stanowisko kasztelana smoleńskiego. W tymże roku wstawiał się u króla, aby nie przymuszać wyznawców prawosławia, do których sam należał, do przyjęcia reformy kalendarza wprowadzonej przez Grzegorza XIII.
Podczas bezkrólewia we wrześniu 1586 był jednym z senatorów, którzy wystosowali list do bojarów moskiewskich w sprawie rozpoczęcia rokowań na temat Unii Rzeczypospolitej i Moskwy. W 1587 roku poparł kandydaturę Zygmunta Wazy i w 21 maja 1588 otrzymał od króla województwo mińskie. Na sejmie warszawskim z przełomu 1590 i 1591 wyznaczony został na jednego z deputatów do rewizji w skarbie litewskim wpływów i wydatków podatkowych za okres 1576–1589.
Pierwsza żona – Maryna, córka kniazia Andrzeja Kapusty, starosty owruckiego, kasztelana bracławskiego (zm. 1572). Córka Zofia (po zmianie wyznania na rzymskokatolickie przyjęła imię Agata; zm. po 1628), wyszła za mąż za koniuszego grodzieńskiego Adamem Hajko, syna Jana. Druga z córek Raina (zm. po 1640) była żoną marszałka słonimskiego Hrehorego Tryzny, syna Hrehorego Tryzny trzecia córka Barbara, wyszła za mąż za Romana Wołłowicza, a owdowiawszy ok. r. 1613 wstąpiła do zakonu bazylianek, przyjmując imię Wasylisy i była przełożoną monasteru Św. Trójcy w Wilnie. Z drugiego małżeństwa Bohdan dzieci nie miał.
Zmarł przed 22 czerwca 1593. Został pochowany obok ojca w cerkwi Św. Trójcy w Wilnie.